# Race Relations Act 1965
Race Relations Act 1968
Le Race Relations Act 1965 (la loi sur les relations raciales de 1965) est la première législation du Royaume-Uni à lutter contre la discrimination raciale. Elle interdit la discrimination fondée sur la « couleur, la race ou les origines ethniques ou nationales » dans les lieux publics en Grande-Bretagne.
Elle est suivie par la création du Race Relations Board (en) en 1966, composé d'un président et de deux autres membres nommés par le secrétaire d'État, qui avait pour mandat jusqu'en 1976 d'examiner les plaintes en vertu de la loi.

## Raisons de l'introduction de la loi
Le Royaume-Uni connaît un afflux de migrants économiques après la Seconde Guerre mondiale, dont beaucoup proviennent de colonies britanniques ou d'anciennes colonies ; ceux des Caraïbes sont connus sous le nom de génération Windrush. Au moment où le projet de loi est présenté, près d'un million de migrants vivent en Grande-Bretagne.
Le musée de Londres déclare que les « préjugés de couleur font partie de la vie quotidienne » pour beaucoup. Le député de gauche Fenner Brockway avait déjà présenté un projet de loi pour mettre un terme à la discrimination raciale à huit reprises entre 1956 et 1964. En 1958, les émeutes de Notting Hill se produisent à Londres, et en 1963, le Bristol Bus Boycott a lieu.

## Présentation
La loi est rédigée par le ministre de l'Intérieur Frank Soskice avec une certaine coopération entre les partis.
Le projet de loi reçoit la validation royale le 8 novembre 1965 et est appliquée à partir du 8 décembre. La loi érige en infraction civile (plutôt qu'en infraction pénale) le refus de servir une personne, le refus de servir dans un délai déraisonnable, ou le fait de faire payer plus cher, pour des motifs de couleur, de race ou d'origine ethnique ou nationale. La loi crée également le délit d'« incitation à la haine raciale ».
La première condamnation en vertu de la loi a lieu en octobre 1967, lorsqu'un membre du Parti national-socialiste âgé de 17 ans est reconnu coupable de discrimination raciale lors des sessions parlementaires de la région de Middlesex. Le chef du Mouvement national-socialiste britannique, Colin Jordan, est également poursuivi et emprisonné pendant 18 mois en 1967.
Des migrants noirs sont également jugés, dont le chef du Black Power Michael Abdul Malik (Michael X) et quatre membres de l'Association universelle des personnes de couleur pour « attiser la haine raciale contre les Blancs ».

## Limites
La loi excluait spécifiquement les magasins et les pensions de famille privées, interdisant uniquement la discrimination dans les « lieux de villégiature publics ». Le Conseil des relations raciales était plutôt faible dans ses capacités d'exécution, se limitant à la conciliation et à l'assurance de ne pas revenir au comportement discriminatoire. Cette « législation faible » n'a pas réussi à mettre fin à la discrimination raciale au Royaume-Uni. La loi ne s'appliquait pas en Irlande du Nord.

## Modification et abrogation
La loi est renforcée par la loi de 1968 sur les relations raciales, qui étend le mandat de la législation pour couvrir l'emploi et le logement. Elle est abrogée par le Race Relations Act 1976 (en), qui permet la création de la Commission pour l'égalité raciale (en) .